# 歐洲地球同步衛星導航增強服務系統

EGNOS logo

欧洲地球同步衛星导航增强系统（英語：European Geostationary Navigation Overlay Service，缩写EGNOS）是欧洲卫星导航系统“伽利略计划”的一部分。用于增强卫星导航的精度，该系统于2006年初步建成，2008年整个伽里略计划完成。
EGNOS是欧空局、欧盟和欧洲航空管制中心的合作计划。EGNOS系统主要在法国阿尔卡特公司空间工业集团带动下，由全欧洲40多个地面站形成的网络组成。改进的信号源自GPS系统(美国全球定位系统)，并通过静地卫星(地球同步卫星)转发给用户。

## 系统概况
根据这一系统的规范，水平方向精度可以达到7米，实际使用中，在信号质量很好的情况下可以达到米级精度。而单纯的民用GPS系统定位精度在15到20米之间，信号较差时可能达到100米的误差。
EGNOS由GPS系统和欧洲上空的三颗辅助定位同步轨道卫星和一系列地面站组成。2005年7月EGNOS开始提供服务，该系统的稳定性和精度得到了十分高的评价，实际使用中，该系统定位精度达到小于1米，可靠性达到99%。2008年该系统启用用于紧急救援。
类似系统还有北美区域由美国研制的广域增强系统（WAAS），亚洲地区由日本开发的多功能卫星增强系统(MSAS)。
自2005年7月28日系统投入使用，欧洲空间局宣布由新成立的公司欧洲卫星服务运营商(European Satellite Services Provider)，负责相关事务。
从2005年7月开始EGNOS系统开始工作，其发出的连续定位信号被成功用于环法自行车大赛中。